# Albericus laurini
Albericus laurini е вид земноводно от семейство Microhylidae.

## Разпространение
Видът е разпространен в Индонезия.